# 塞梅尼克-卡拉什峽谷國家公園
45°08′31″N 21°58′37″E / 45.142°N 21.977°E

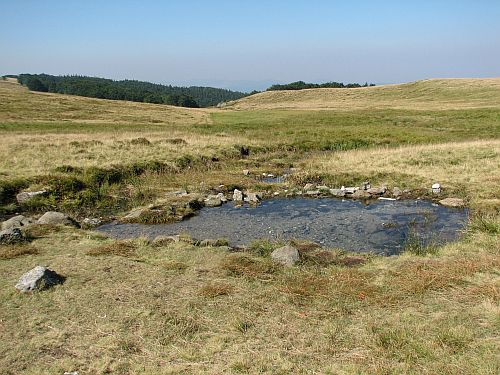

塞梅尼克-卡拉什峽谷國家公園是羅馬尼亞的國家公園，位於該國西南部，處於卡拉什-塞維林縣，成立於2000年3月6日，面積367平方公里。